# 난부 히로노부
난부 히로노부(일본어: 南部広信, なんぶ ひろのぶ, 1709년 4월 16일 ~ 1741년 6월 14일)는 하치노헤번의 4대 번주이다. 어릴적 이름은 구나이(宮内)이고, 관위는 종5위하, 가이노카미(甲斐守)이다.
3대 번주 난부 미치노부의 맏아들로 태어났다. 1716년, 아버지가 사망하자 그 뒤를 이어 번주가 되었다. 번주 취임 후 토지 조사를 시행하였고, 하치노헤 산샤 대제의 기초를 만들었다. 가로 나카사토 유키나리에게 명하여 《남부중흥기》(南部中興記), 《남부가보》(南部家譜) 등을 편찬하게 했다. 하지만 재임 시 흉작이 33번이나 들어 번정에 어려움을 겪었다. 1741년, 33세의 나이로 사망하였고, 그 뒤를 장남 노부오키가 이었다.
| 전임 난부 미치노부 | 제4대 하치노헤번 번주 1716년 ~ 1741년 | 후임 난부 노부오키 |